# Julio Añoveros Trias de Bes
Julio Añoveros Trias de Bes (Barcelona, 27 de març de 1942 - Barcelona, 3 d'abril de 2020) és un jurista i polític català.
Es llicencià en dret a la Universitat de Barcelona amb Premi Extraordinari de Llicenciatura, i es doctorà en dret a la Universitat de Bolonya i a la Universitat de Madrid. Des de 1967 és membre del Col·legi d'Advocats de Barcelona.
De 1986 a 2007 ha estat professor de dret internacional públic a la Universitat de Barcelona, i de 1994 a 1997 a l'Escola Diplomàtica i a la UNED. Fou elegit diputat pel Partit Popular a les eleccions al Parlament Europeu de 1994. De 1995 a 1999 fou membre de la Delegació del Parlament Europeu en la Comissió Parlamentària Mixta UE-República Eslovaca. Tamnbé ha estat àrbitre del Tribunal Arbitral de Barcelona.
Actualment treballa com a professor titular del Departament de Dret Públic a ESADE i des de 2009 al 2012 va ser membre del Consell de Garanties Estatutàries.

## Família
Julio Añoveros és germà de Xabier Añoveros, net de Josep Maria Trias de Bes i Giró, besnet de Joan de Déu Trias i rebesnet de Frederic Trias.
Alhora, és cosí germà de Francesc Tusquets, Carles Tusquets, Josep Maria Trias de Bes i Serra i Jaime García Añoveros. També és nebot valencià de Santiago Dexeus i de Josep Maria Dexeus.
És nebot d'Antonio Añoveros i cunyat de Julia García-Valdecasas.